# Oidaematophorus lithodactyla
Oidaematophorus lithodactyla là một loài bướm đêm thuộc họ Pterophoridae. Loài này có ở châu Âu tới Tiểu Á và Nhật Bản.
Sải cánh dài 26–29 mm. Con trưởng thành bay vào tháng 7 và tháng 8 ở miền tây châu Âu.
Ấu trùng ăn Pulicaria dysenterica và Inula conyza. Ban đầu chúng ăn rễ sa đó ăn lá.